# Hirohito
Hirohito (n. 29 aprilie 1901 — d. 7 ianuarie 1989), de asemenea cunoscut și ca Împăratul Shōwa, a fost cel de-al 124-lea împărat al Japoniei, conducătorul care s-a menținut cel mai mult pe tronul țării sale (62 de ani de domnie). A fost primul monarh al Tronului crizantemelor, care, în 1946, după înfrângerea țării sale în cel de-Al Doilea Război Mondial, a fost silit să renunțe la dreptul divin. Sub conducerea sa, Japonia și-a câștigat statutul de mare putere asiatică.
Shōwa reprezintă totodată și numele erei în care a domnit, ea fiind cea mai mare domnie a unui împărat din Japonia.

## Educație și tinerețe

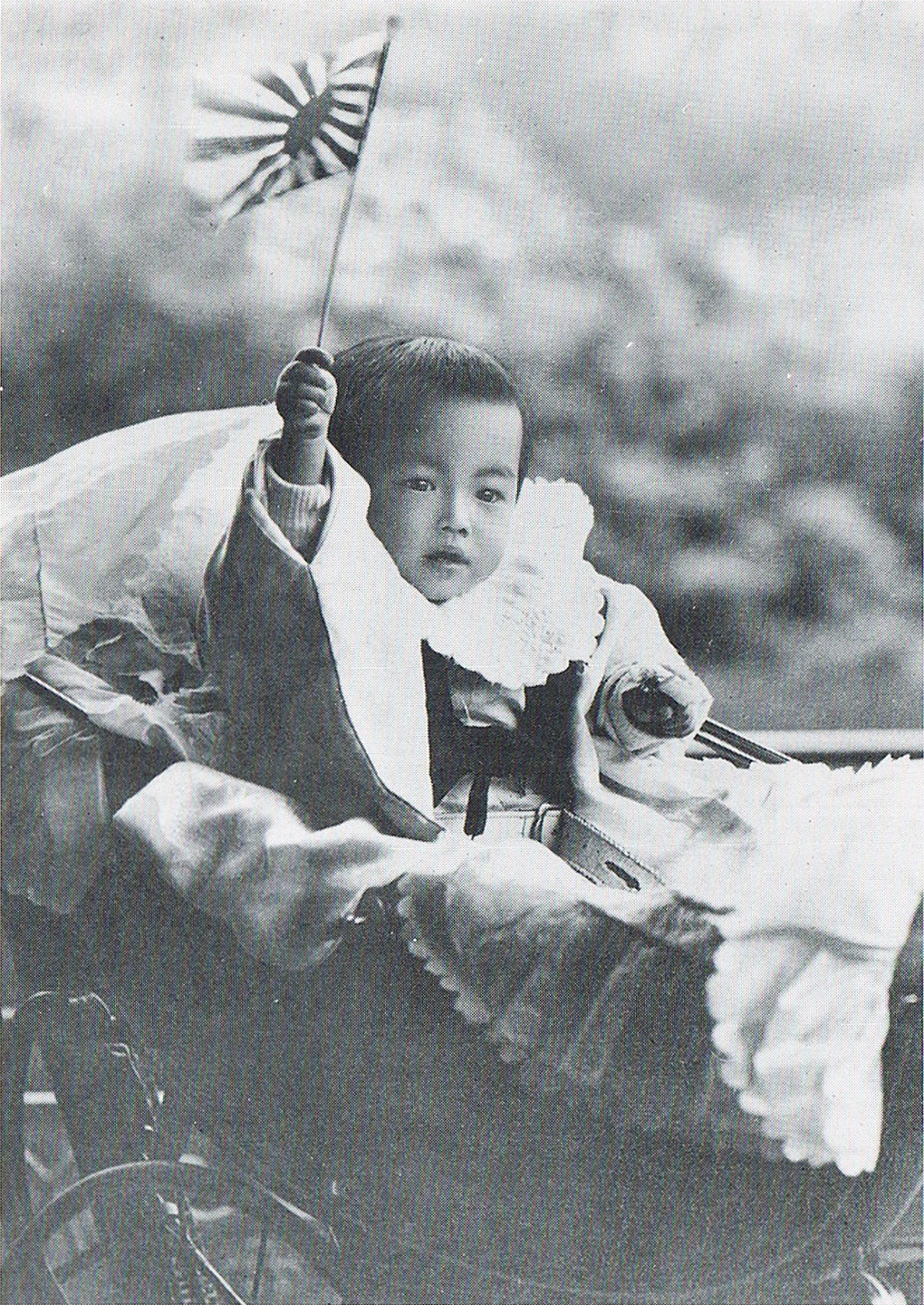
Hirohito în 1902

Născut în Palatul Aoyama în Tokyo, Prințul Hirohito a fost primul băiat al Prințului Moștenitor Yoshihito (viitorul Împărat Taishō) și al Prințesei Sadako (viitoarea Împărăteasă Teimei). A fost primul împărat de o sută de ani a cărei mamă biologică a fost soția oficială a predecesorului său.
Prenumele său, Hirohito, este compus din kanji 裕仁 care semnifică "bogăție, abundență, fertilitate" și "virtute"; caracterul hito intră în componența numelui tuturor descendenților masculini ai familiei imperiale încă din secolul al XI-lea. Titlul său în copilărie și tinerețe a fost Prințul Michi (Michi-no-miya; 迪宮).
Așa cum este tradiția, Hirohito a fost separat de părinții săi și, împreună cu fratele său mai mic Yasuhito (viitorul Prinț Chichibu), a fost dat în grija unui amiral pensionat, contele Kawamura Sumiyoshi, și a soției acestuia. Prințul Hirohito a mers la școala de băieți Gakushuin din 1908 până în 1914, apoi la institutul special al prinților moștenitori (Tōgū-gogakumonsho), din 1914 până în 1921. El a primit o pregătire militară de la amiralul Heihachirō Tōgō (care a fost comandant al marinei militare imperiale în timpul războiului ruso-japonez), morală, filosofică și religioasă cu Shigetake Sugiura și istorică cu Kurakichi Shiratori, toți naționaliști fervenți dar și apărători ai unei monarhii divine însă constituțională și parlamentară după modelul domniei împăratului Meiji.
După decesul bunicului său Împăratul Meiji la 30 iulie 1912, tatăl lui Hirohito, Yoshihito, i-a succedat la tron iar el a devenit moștenitor al coroanei. A fost investit oficial cu titlul de prinț moștenitor la 2 noiembrie 1916. În 1921 a făcut un tur de șase luni prin Regatul Unit, Franța, Italia, Olanda (Țările de Jos) și Belgia, fiind astfel primul prinț ce a călătorit în străinătate. La întoarcerea sa în Japonia a devenit conducător al Japoniei, pe 29 noiembrie 1921, în spatele tatălui său, ce suferea de o boală mintală.

S-a familiarizat cu noua sa poziție prin efectuarea obligațiilor cotidiene ale tatălui său: deschiderea sesiunii anuale a Dietei Imperiale, semnarea actelor, decretelor și legilor, realizarea ritualurilor Shintō.
A primit oaspeții străini cum a fost Eduard, Prinț de Wales (viitorul rege Eduard al VIII-lea) în 1922.
În 1923 a fost promovat la rangul de colonel-locotenent în armată și marină și la cel de colonel în 1925.
Acesta și-a continuat studiile în domeniul biologiei marine.

## Căsătoria
Prințul Hirohito s-a căsătorit cu Prințesa Nagako (viitoarea Împărăteasă Kōjun), fiica cea mai mare a Prințului Kuni Kuniyoshi, pe 26 ianuarie 1924. Au avut împreună doi băieți și cinci fete:
1. Prințesa Shigeko
2. Prințesa Sachiko
3. Prințesa Kazuko
4. Prințesa Atsuko
5. Prințul Moștenitor Akihito
6. Prințul Masahito
7. Prințesa Takako
Spre deosebire de predecesorii săi, împăratul Hirohito a decis să-și abandoneze curtea de 39 de concubine, limitându-se la o singură soție.

## Ascensiunea

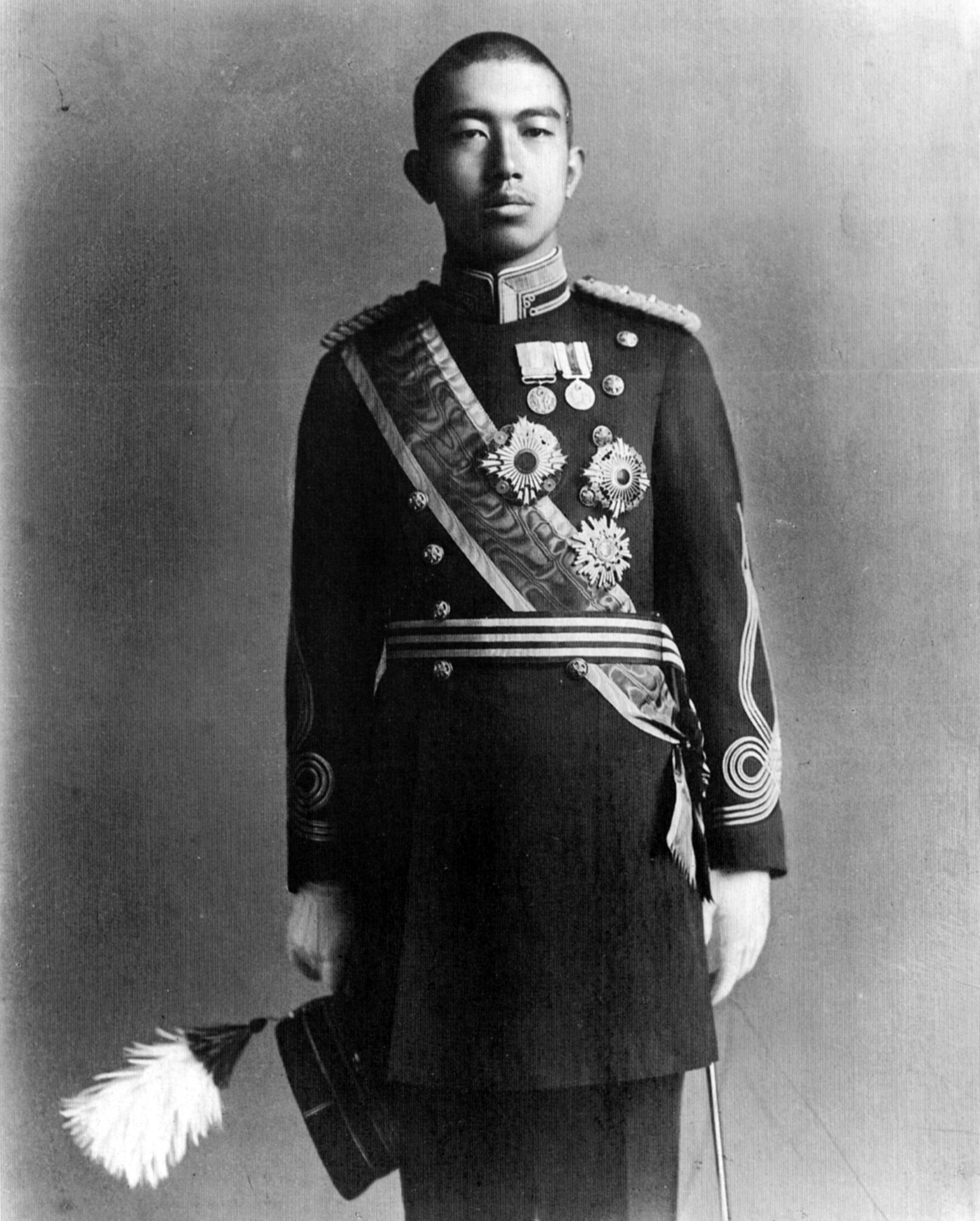
Hirohito ca prinț moștenitor în 1919.

Pe 25 decembrie 1926 Hirohito a urcat pe tron în urma decesului tatălui sau, Yoshihito. În acest fel era Taishō o fost urmată de o noua eră, era Shōwa (Pacea Iluminată).
În noiembrie 1928, succesiunea împăratului a fost confirmată prin ceremonie (Sokui no rei) care simboliza atât "înscăunarea" cât și "încoronarea" (Shōwa no tairei-shiki); dar acest eveniment formal poate fi descris mai bine ca o confirmare publică că Împăratul poseda Cele trei comori sacre (oglinda, sabia și bijuteriile divine), ce au fost simbolurile împăraților de-a lungul secolelor.

## Domnia

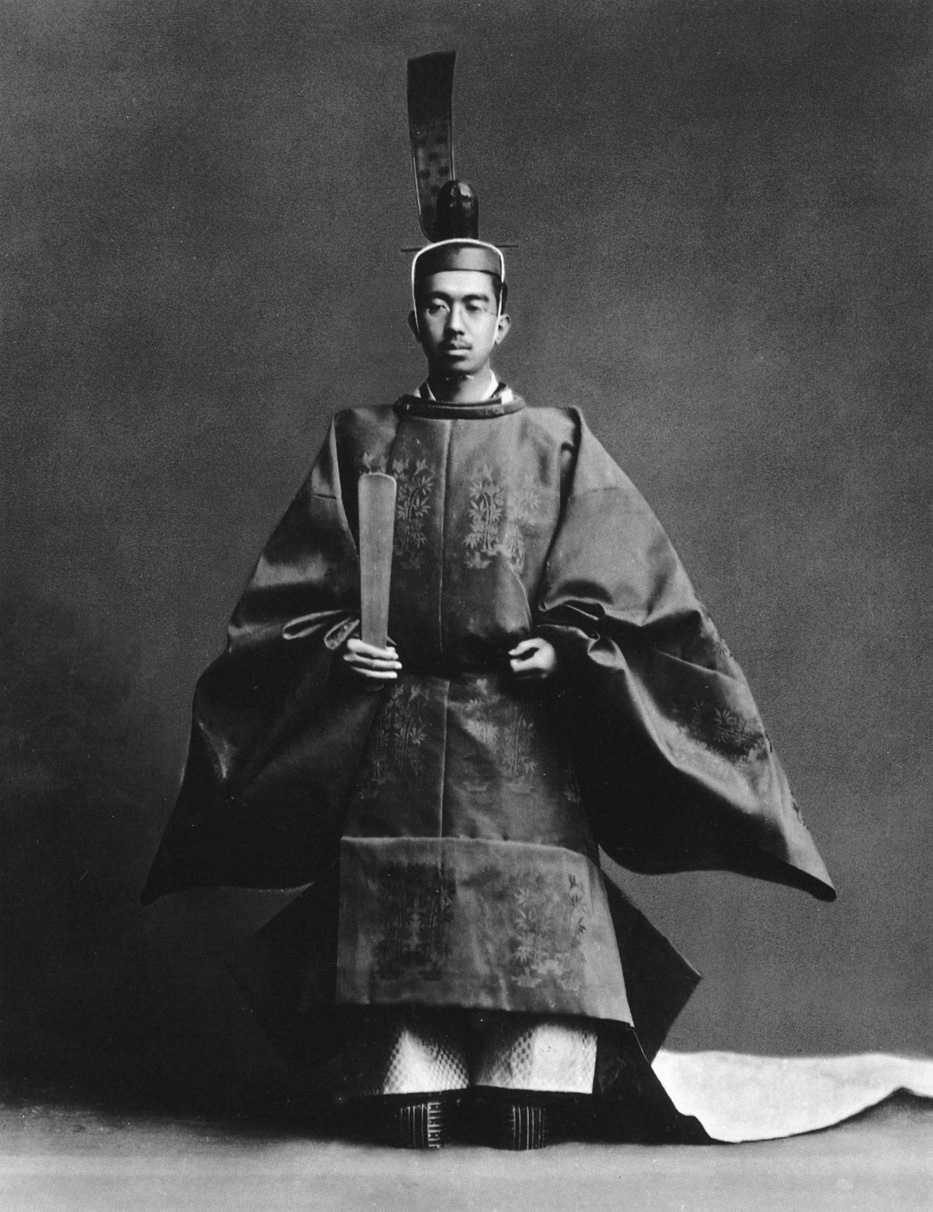
Încoronarea lui Hirohito în 1928

Prima parte a domniei lui Hirohito a fost o luptă împotriva crizei economice și o cursă pentru înarmare, prin mijloace legale cât și ilegale. Armata Imperială Japoneză și Marina Imperială Japoneză a avut mereu parte de veto în formarea cabinetelor începând din 1900 și între 1921 și 1944. 
Domnia lui a fost marcată de numeroase conflicte politice și lupte de strada. Hirohito nu a ezitat să folosească violența pentru a se impune ierarhic deasupra tuturor facțiunilor.
Un alt caz de asasinare a fost cel al Prim-ministrului interimar Tsuyoshi Inukai în 1932, ce s-a marcat prin sfârșitul controlului militar asupra civililor.
Pe parcursul domniei sale în perioada celui de-al doilea război mondial, Hirohito a ordonat mai multe atacuri biologice asupra Manciuriei, a Filipinelor și a Statelor Unite, ceea ce l-au făcut responsabil pentru numeroasele atrocități petrecute în Asia în timpul războiului. 
A domnit 62 de ani, a fost cea mai lungă domnie din istoria Japoniei și s-a încheiat odată cu moartea sa pe data de 7 ianuarie 1989.
În 1947, la sfârșitul ocupației americane a Japoniei, Hirohito a proclamat o noua constituție care îi lua împăratului dreptul de veto și de numire a miniștrilor, cât și de a condamna la moarte. A renunțat la statutul de ''Zeu al Poporului'' care fusese acordat tuturor predecesorilor săi. Cu toate acestea însă, puterea imperială a rămas foarte influentă. 
Pe toată durata domniei, în Japonia s-au construit numeroase centrale nucleare, bănci, uzine auto și laboratoare. Aceste politici au făcut din Japonia în această perioadă a doua putere economică mondială după SUA.

## Galerie foto

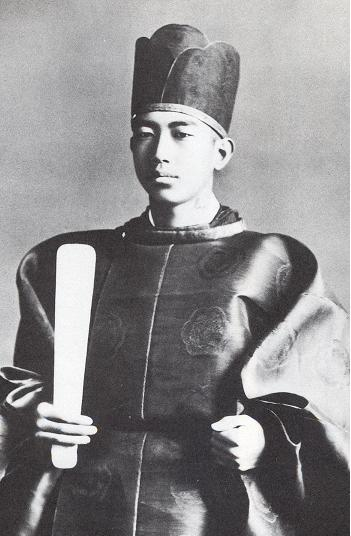
Prințul Hirohito în costum tradițional(1916).
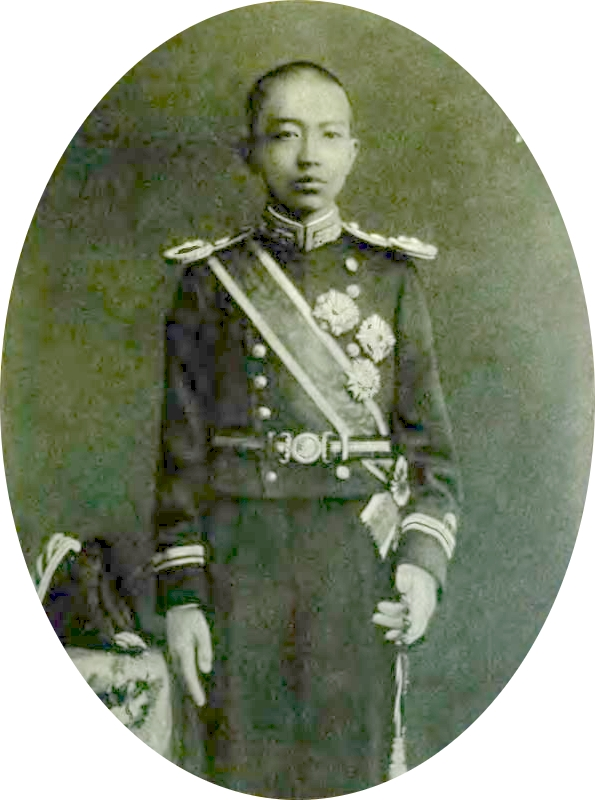
Prințul Hirohito în 1916.
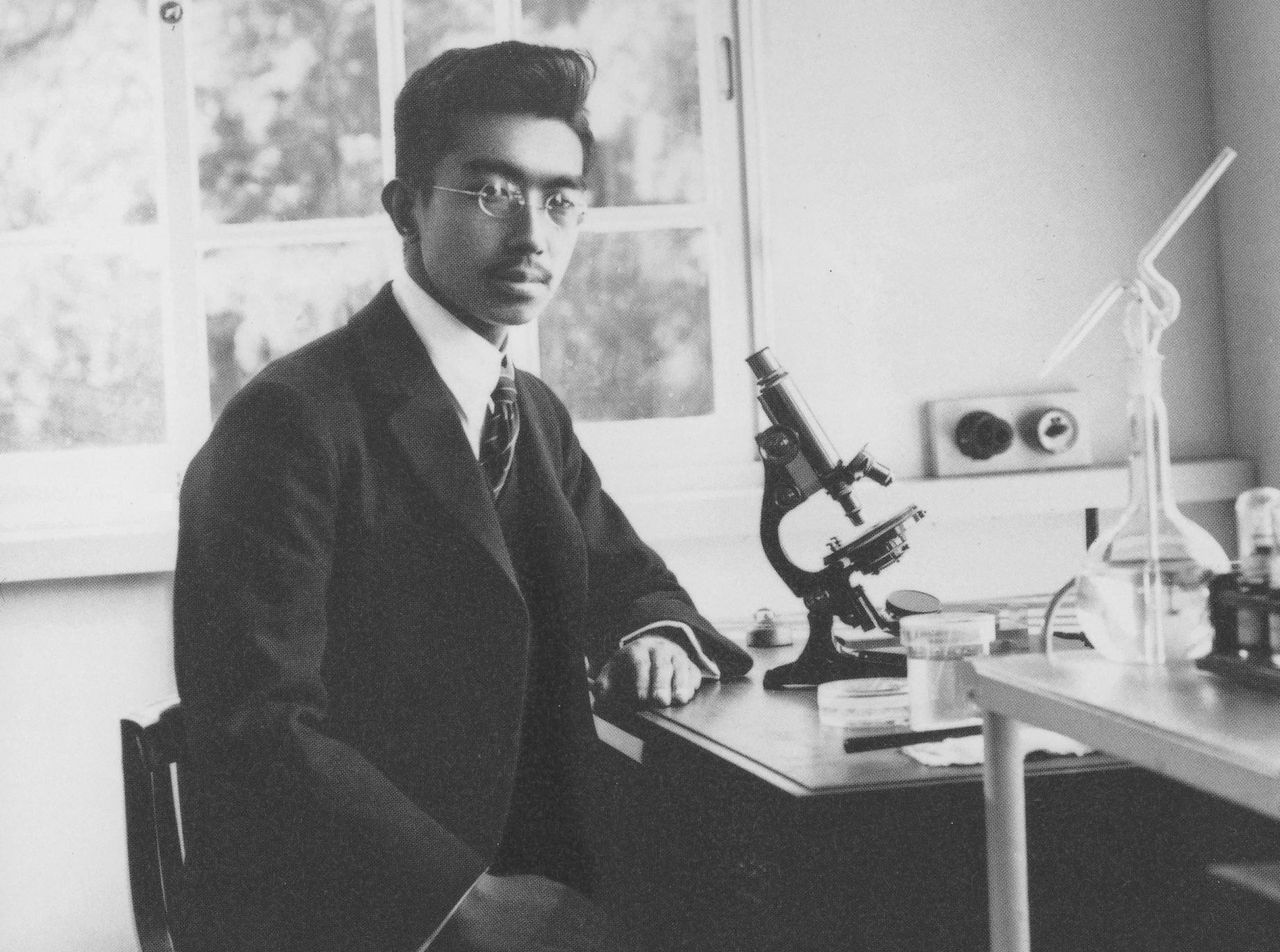
Împăratul Showa în laboratorul imperial.
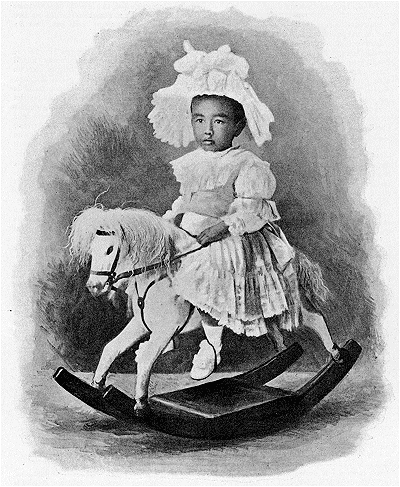
Hirohito la patru ani.
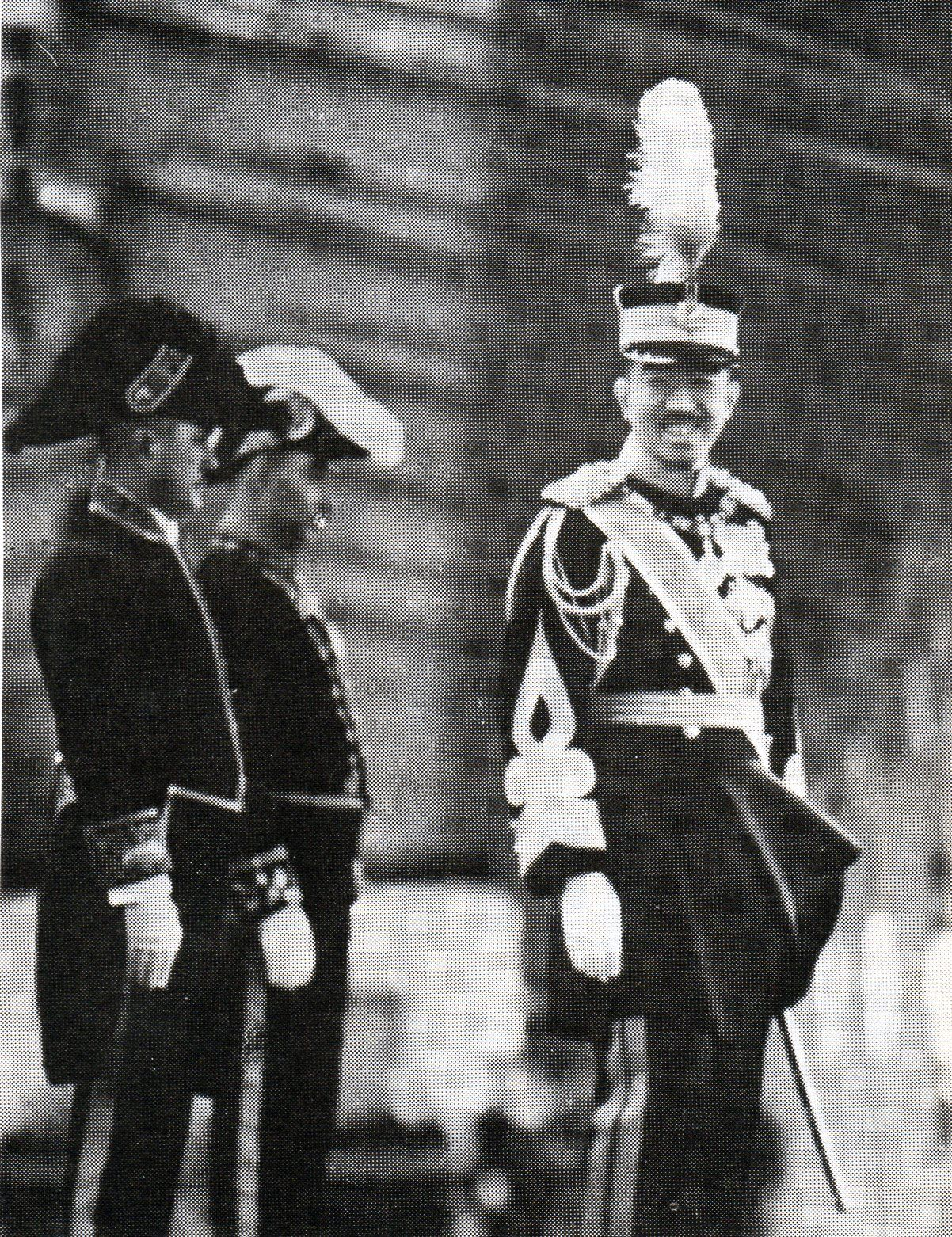
În așteptarea Împăratului Chinei, Pu Yi la Tokyo în 1935
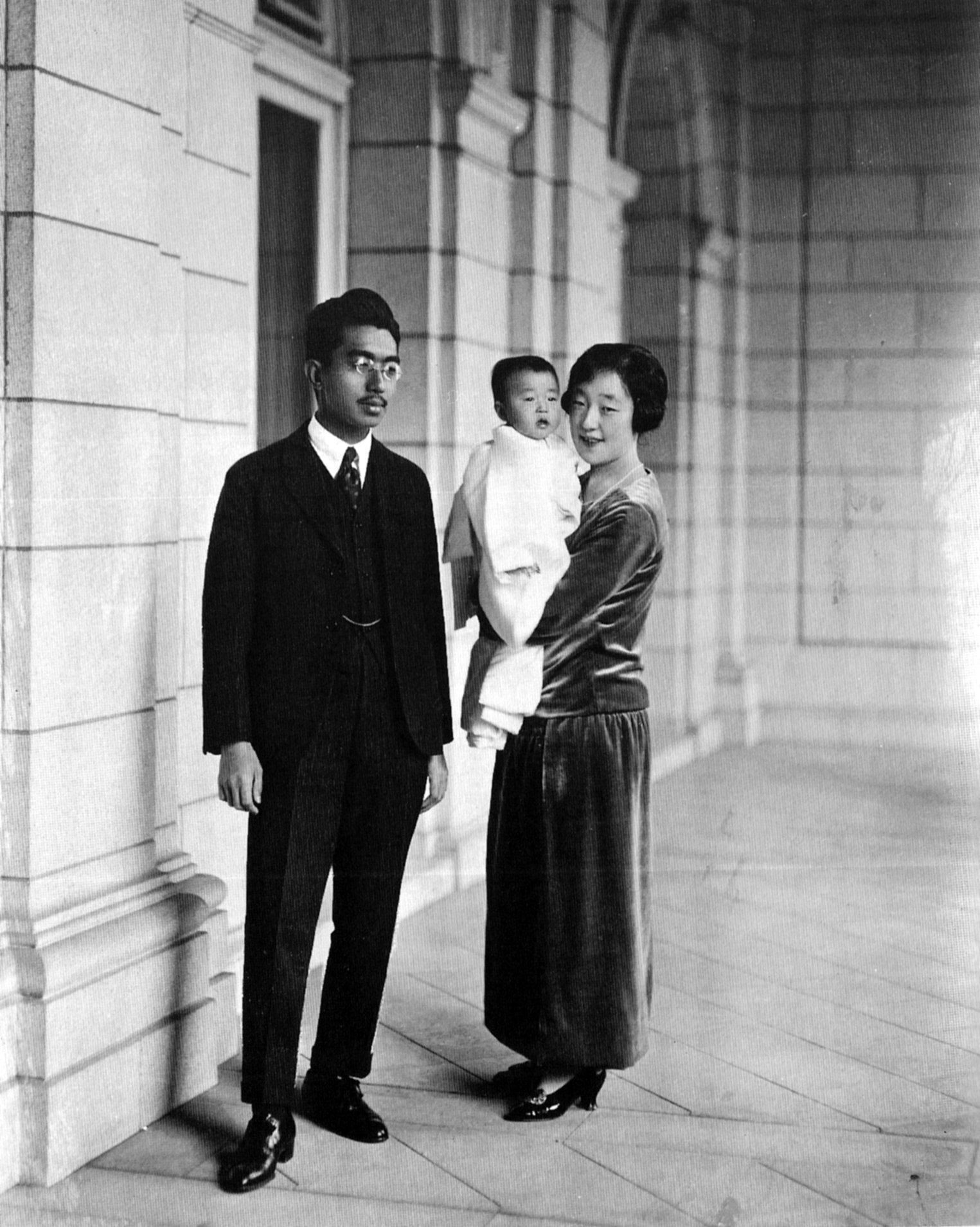
Hirohito împreună cu soția sa, împărăteasa Kojun și cu prințesa Shigeko.
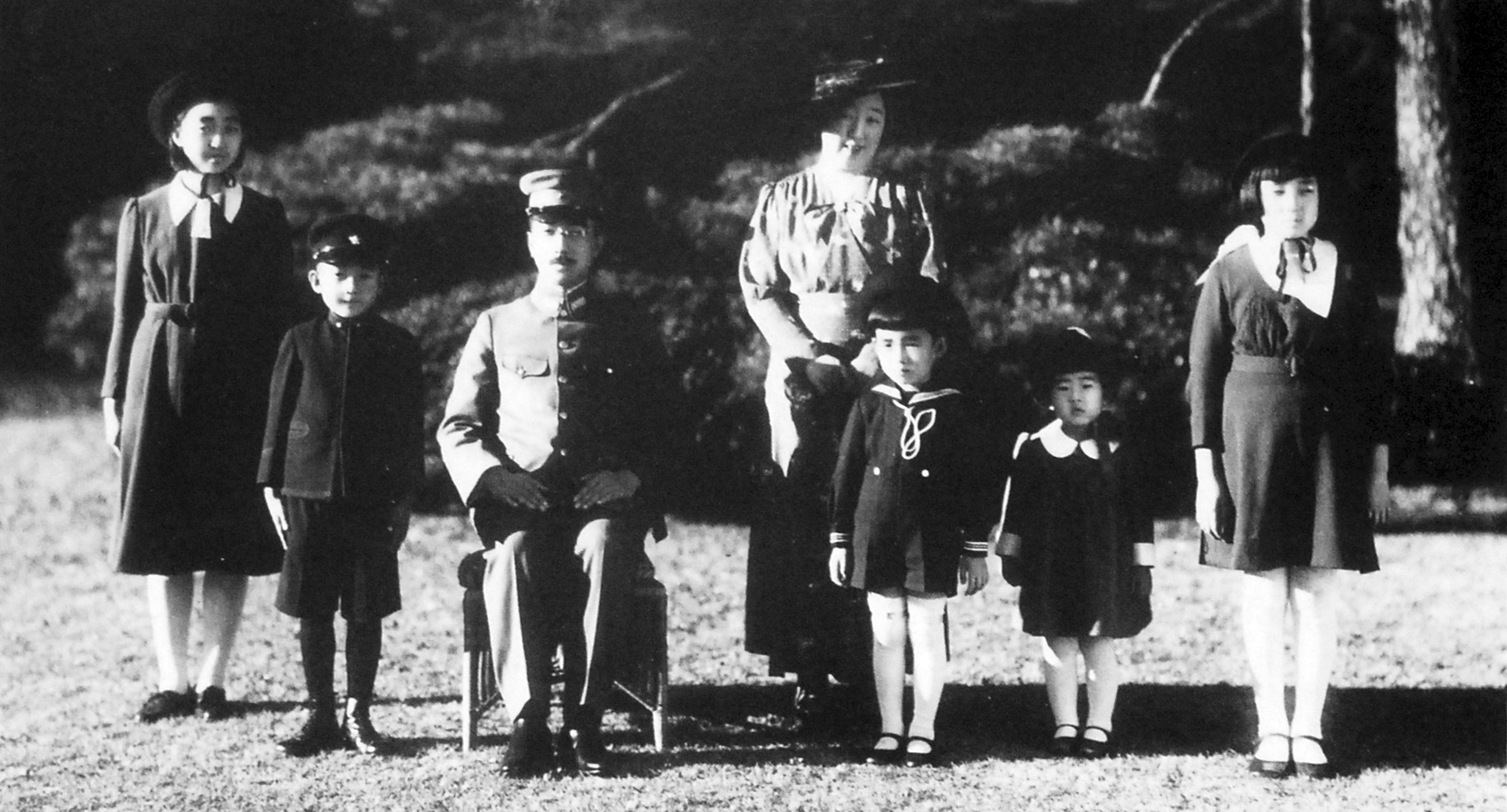
Familia imperială în 1941.
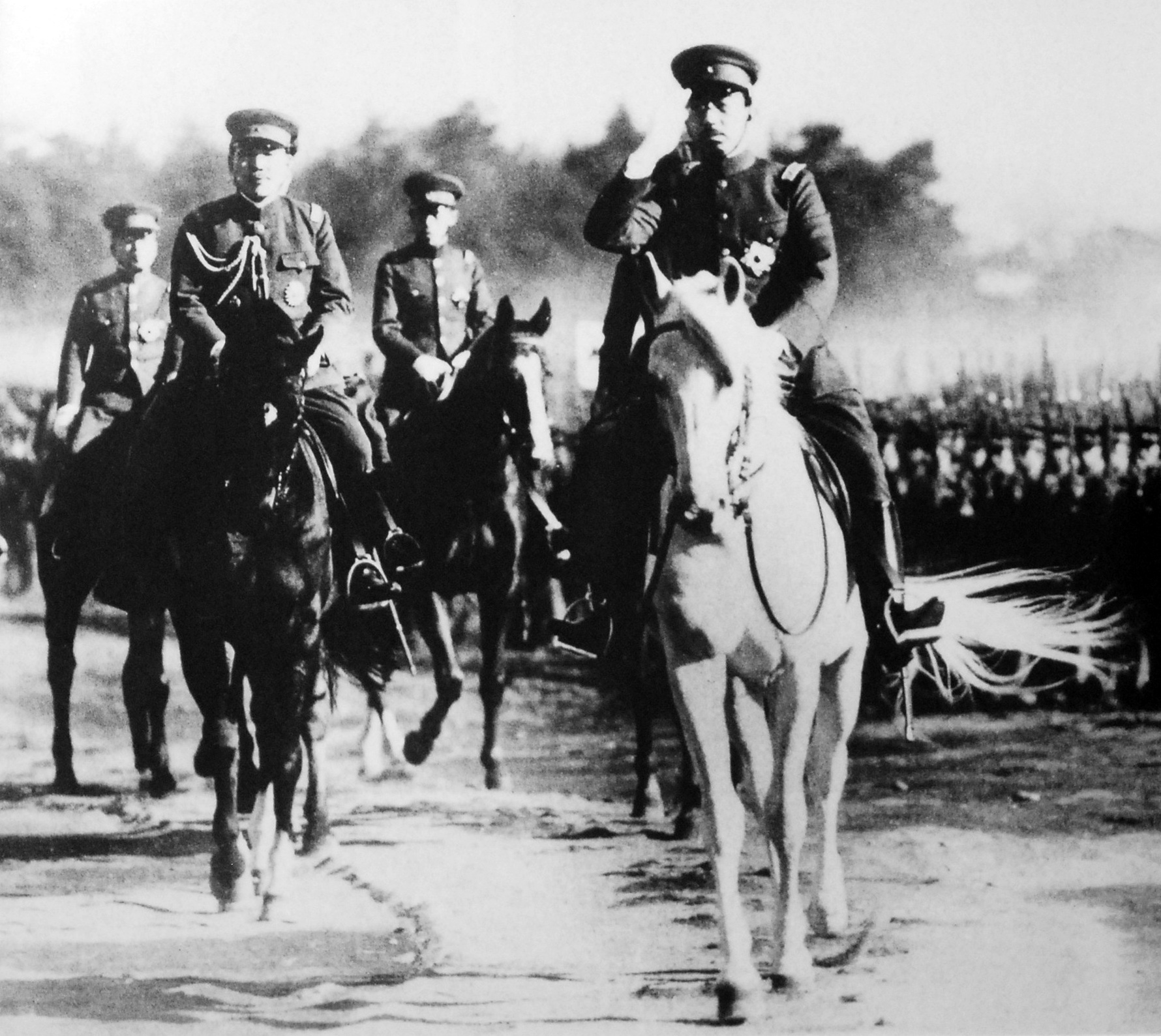
Împăratul Shōwa(Hirohito) în timpul unei inspecţii militare din august 1938.
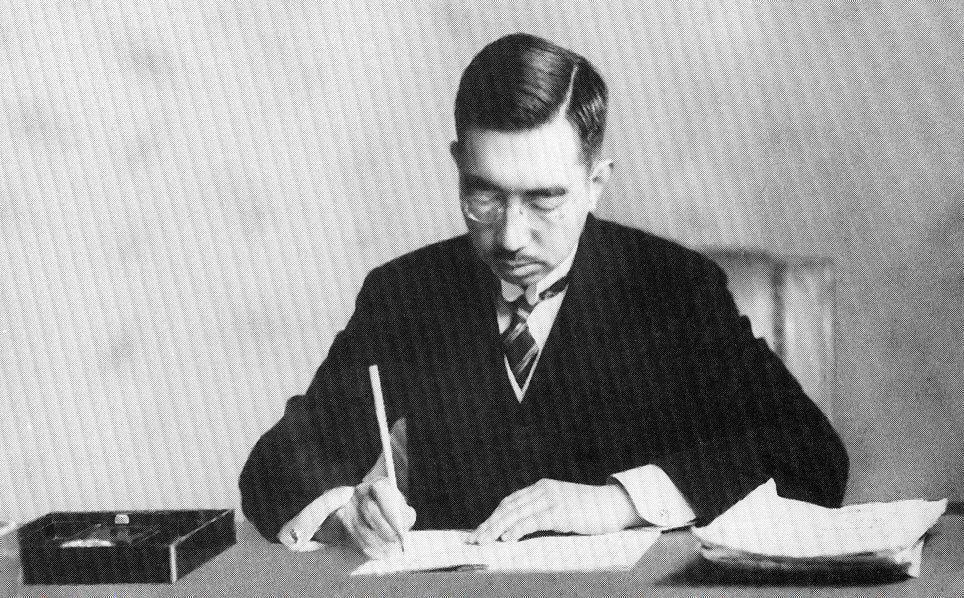
Împăratul semnând constituţia pacifistă a Japoniei din 1947.